# Ticsani
El Ticsani es un volcán al sur del Perú, ubicado a 60 km de la ciudad de Moquegua. Está localizado en la cordillera Occidental de los Andes a 5408 m s. n. m. El Ticsani, es un complejo volcánico conformado por tres domos alineados y dos cráteres semidestruidos. Además, en sus proximidades afloran manantiales con temperaturas muy altas, algunas de las cuales son empleadas como baños termales.
No se han encontrado registros históricos que den cuenta de alguna actividad eruptiva del volcán Ticsani. Sin embargo, el depósito de pómez se encuentra emplazado sobre las cenizas que provienen de la erupción del volcán Huaynaputina ocurrido en el año 1600 d. C. Por ello se infiere que la última erupción ocurrió hace menos de 400 años.
Cerca al volcán se hallan asentados doce centros poblados, donde habitan más de 5 mil personas, de los cuales Calacoa, San Cristóbal, Carumas, Cuchumbaya, Soquezane, entre otros son los más cercanos y vulnerables ante una erupción de este volcán.

## Geografía y geología
El Ticsani se encuentra ubicado en el segmento de la Zona Volcánica de los Andes Centrales. Es un volcán del tipo Domo de lava - estratovolcán conformado por afloramiento de domos, tres de los cuales están alineados y dos cráteres parcialmente destruidos. La base de éste volcán está emplazada sobre los 4400 m s. n. m. hacia los sectores Noreste, Este, Sureste y Sur. Esta base tiene características propias de la puna o altiplanicie. Asimismo, esta base posee un relieve horizontal a sub-horizontal con ligeras ondulaciones. Hacia los sectores Norte, Noroeste, Oeste y Suroeste, la topografía es muy accidentada, con presencia de valles juveniles en las márgenes de los ríos Putina, Carumas, etc. Los flancos de éstos valles presentan pendientes de 50° a 80° de inclinación con suelos muy inestables y sobre los cuales se han emplazado la mayoría de los pueblos de la zona.
El substrato del volcán está conformado por lava andesíticas a dacíticas intercaladas con sedimentos, depositados durante el Cretáceo medio a superior; sedimentos clásticos continentales del Paleógeno e ignimbritas riolíticas del Mioceno medio. El volcán comprende dos edificios: Ticsani Antiguo y cuatro domos y tres cráteres en Ticsani Moderno. 
El edificio Ticsani antiguo es un estratovolcán formado por flujos de lavas, rocas volcanoclásticas e ignimbritas. Es cortado por un anfiteatro en forma de “herradura” abierto hacia el oeste y de 3 km de radio, el cual marca el inicio de extensos depósitos de avalanchas de escombros de aproximadamente 12 km³ de volumen. Se originaron por el colapso de gran parte del edificio volcánico y son los mayores depósitos de avalancha de edad Pleistoceno del sur del Perú. Dicha avalancha de escombros fluyó en dirección oeste, llegando hasta la confluencia de los ríos Tambo y Omate, situado a 44 km de la cicatriz del colapso. A partir de allí, se transformó en lahar y se desplazó a lo largo del río Tambo hasta el Océano Pacífico, recorriendo más de 150 km. El edificio Ticsani Moderno está conformado por 3 grupos de depósitos: lavas(lavas en bloques y cúmulodomos), flujos piroclásticos de bloques y cenizas y tefras.
Estudios petrográficos y geoquímicos efectuados, muestran que los depósitos pertenecen a un vulcanismo calco-alcalino con alto contenido de K y con ciertas características adakíticas. Las lavas del edificio Ticsani antiguo son andesitas, mientras que los piroclastos y lavas del edificio Ticsani Moderno son dacitas.

## Historia eruptiva
Durante los últimos 11 000 años, se produjeron tres erupciones explosivas en el volcán Ticsani, cada una de ellas precedieron al emplazamiento de domos. Hace menos de 400 años se produjo la última erupción. Dicha erupción fue de tipo freatomagmático, está relacionada con la apertura del cráter más reciente del volcán. Así mismo, se han registrado dos flujos piroclásticos de bloques y cenizas, asociados al colapso de domos durante el Holoceno.